# Cache-cœur

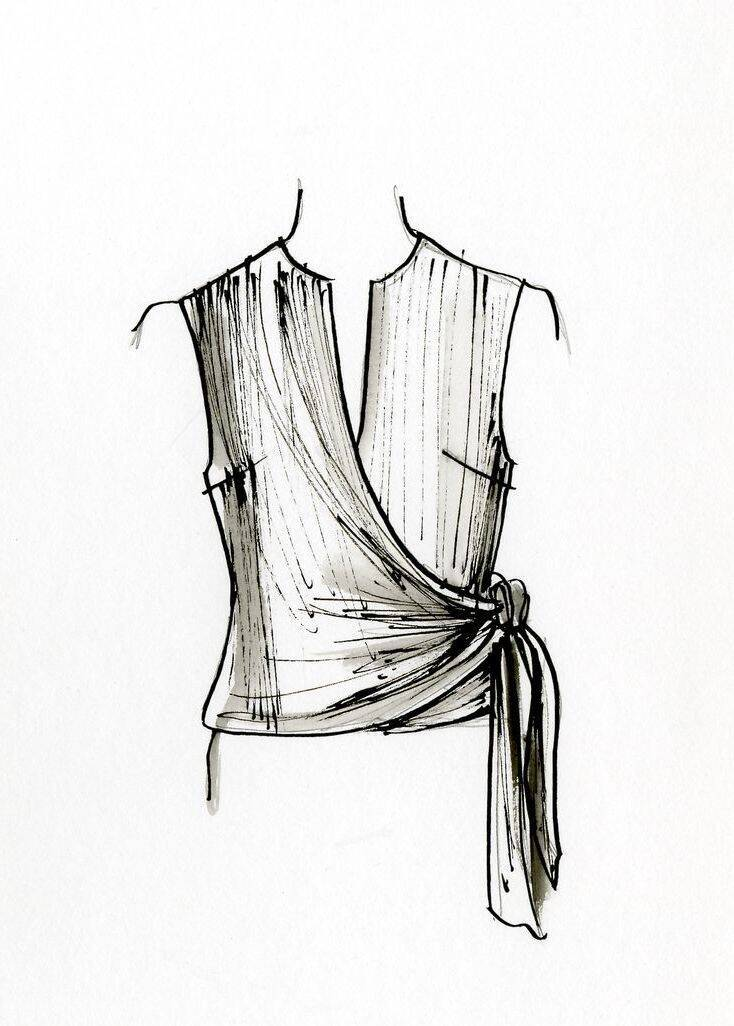
Cache-cœur.

Un cache-cœur est une sorte de gilet dont le devant est composé de deux parties triangulaires terminées chacune par un cordon fixé à la pointe. Il se ferme en superposant ces parties l'une sur l'autre, en tirant les deux cordons autour du buste puis en nouant dans le dos ou sur le côté, suivant leur longueur.
Il est utilisé en layette. 

À l'origine, le vêtement cache-cœur était porté par les danseuses afin de maintenir leurs muscles chauds entre deux représentations. Depuis lors, le vêtement cache-cœur s'est généralisé et existe maintenant sous différentes formes et matières. C'est un article moulant au niveau de la poitrine qui la met en valeur sans être vulgaire. (source)